# Souleymane
Souleymane ist ein westafrikanischer männlicher Vorname. Eine arabische Form des Namens ist Suleiman.

## Namensträger

### Vorname
- Souleymane Bamba (1985–2024), ivorischer Fußballspieler
- Chérif Souleymane (* 1944), guineischer Fußballspieler[2]
- Souleymane Cissé (1940–2025), malischer Filmemacher
- Souleymane Diaby (* 1999), ivorischer Fußballspieler
- Souleymane Diamoutene (* 1983), malischer Fußballspieler
- Souleymane Diawara (* 1978), senegalesischer Fußballspieler
- Souleymane Issakou (* 1964), nigrischer Diplomat
- Souleymane Ly (1919–1994), nigrischer Pädagoge und Politiker
- Souleymane Mamam (* 1985), togoischer Fußballspieler
- Souleymane Ndéné Ndiaye (* 1958), senegalesischer Politiker
- Souleymane Pamoussou (* 19**), ivorischer Straßenradrennfahrer
- Souleymane Sané (Samy Sané; * 1961), senegalesischer Fußballspieler
- Souleymane Youla (* 1981), guineischer Fußballspieler

### Familienname
- Brahim Souleymane (* 1986), mauretanischer Fußballtorhüter
- Mahamadou Souleymane (* 1985), nigrischer Gitarrist und Singer-Songwriter, bekannt unter dem Namen Mdou Moctar
- Nafissa Souleymane (* 1992), nigrische Sprinterin
- Salou Souleymane (* 1953), nigrischer General
- Zakariya Souleymane (* 1994), nigrischer Fußballspieler